# Полиминоид

Полиминоиды 1, 2 и 3 порядка

Полимино́ид (сокр. мино́ид) — набор одинаковых квадратов в трёхмерном пространстве, соединённых рёбрами под углом в 90° или 180°. Все полимино являются плоскими полиминоидами. Поверхность куба представляет собой пример гексаминоида, или полиминоида 6 порядка. Идея рассмотреть полиминоиды, по-видимому, была впервые предложена Ричардом А. Эпштейном.
Соединения под углом 90° называются жёсткими (hard); соединения под углом 180° называются мягкими (soft). Названия типов соединений выбраны исходя из того, что при изготовлении моделей полиминоидов проще было бы изготовить жёсткое соединение под углом 90°, чем жёсткое соединение под углом 180°.
Среди полиминоидов различаются жёсткие, все соединения которых выполнены под углом 90°, мягкие, все соединения которых выполнены под углом 180°, и смешанные (mixed), в которых встречаются соединения обоих типов. Исключением является единственный мономиноид, который вовсе не имеет соединений и поэтому считается одновременно мягким и жёстким.
Мягкие полиминоиды являются обычными полимино.
Как и любые другие полиформы, полиминоиды, являющиеся зеркальными отражениями друг друга, могут различаться (в этом случае они называются односторонними полиминоидами) или считаться эквивалентными (в этом случае они называются свободными полиминоидами).

## Число полиминоидов
В следующей таблице приведено число свободных и односторонних полиминоидов до 6 порядка.
|         | Свободные | Свободные | Свободные | Свободные | Односторонние Всего |
| Порядок | Мягкие    | Жёсткие   | Смешанные | Всего     | Односторонние Всего |
| ------- | --------- | --------- | --------- | --------- | ------------------- |
| 1       | 1         | 1         | 1         | 1         | 1                   |
| 2       | 1         | 1         | 0         | 2         | 2                   |
| 3       | 2         | 5         | 2         | 9         | 11                  |
| 4       | 5         | 16        | 33        | 54        | 80                  |
| 5       | 12        | 89        | 347       | 448       | 780                 |
| 6       | 35        | 526       | 4089      | 4650      | 8781                |

## Обобщение на случай произвольного числа измерений
В общем случае можно определить n,k-полиминоид как полиформу, получающуюся путём соединения k-мерных гиперкубов под углом 90° или 180° в n-мерном пространстве, где 1≤k≤n.
- Полистики представляют собойe 2,1-полиминоиды.
- Полимино — 2,2-полиминоиды.
- Описанные в статье «обычные» полиминоиды являются 3,2-полиминоидами.
- Поликубы — 3,3-полиминоиды.